# Кеннерн
Кеннерн (нім. Könnern) — місто в Німеччині, розташоване в землі Саксонія-Ангальт. Входить до складу району Зальцланд.
Площа — 125,11 км2. Населення становить 8109 ос. (станом на 31 грудня 2021).